# Ross Cuthbert (jégkorongozó)
Ross Cuthbert (Kanada, Alberta, Calgary, 1892. február 6. – Bermuda, Paget-sziget, 1971. január 19.) kanadai-brit olimpiai bronzérmes jégkorongozó.
Mint abban az időben szinte minden brit jégkorong-válogatott játékos, ő is kanadai születésű volt. Az első világháborúban harcolt Franciaország területén. A hadsereg csapatában volt játékos és így mehetett az 1924. évi téli olimpiai játékokra a jégkorongtornára. Négy mérkőzésen játszott és 8 gólt ütött. A csapat bronzérmes lett. Az 1928. évi téli olimpiai játékok is részt vett a jégkorongtornán. Ekkor 5 mérkőzésen 2 gólt ütött.
A hedseregből ezredesként szerelt le 1931-ben és Amerikába utazott. Nyugdíjas éveit a Bermudákon töltötte.